# エウル・パラスポルト駅
エウル・パラスポルト (EUR Palasport) は、ローマ地下鉄のB線の駅の一つである。
1955年にエウル・マルコーニ駅 (EUR Marconi) として開業し、新たなマルコーニ駅の開業に伴い現在の名称となった。
エウローパ区のアメリカ通り(viale America) とこの駅の旧名称からつけられたグリエルモ・マルコーニ駅広場の間にある。
1960年の第17回オリンピックの際に作られた人工の池が隣にある。

## 施設
駅には以下の施設がある:
- 切符売場
- 障害者を運ぶ要員
- 駐車場

## 周辺
- パラロットマティカ (Palalottomatica)
- エウル池 (Laghetto dell'Eur)